# Epixanthus frontalis
Epixanthus frontalis is een krabbensoort uit de familie van de Oziidae. De wetenschappelijke naam van de soort is voor het eerst geldig gepubliceerd in 1834 door H. Milne Edwards.